# CUTIE (奥井雅美の曲)
『CUTIE』（キューティー）は、奥井雅美の通算22作目のシングルである。

## 概要
- 「TURNING POINT」と同時発売となったシングルで[1]、「TURNING POINT」はマキシシングルなのに対し、本作は8cmシングルとなっている。カップリング曲はなく、シングルタイトルナンバーとそのカラオケで構成されている。
- 「only one, No.1」に続き『Di Gi Charat』シリーズのオープニングテーマに起用された。

## 収録曲
| 全作詞: 奥井雅美、全作曲・編曲: 矢吹俊郎。 |                              |          |            |      |
| #                                          | タイトル                     | 作詞     | 作曲・編曲 | 時間 |
| 1.                                         | 「CUTIE」                    | 奥井雅美 | 矢吹俊郎   | 4:35 |
| 2.                                         | 「CUTIE」(OFF VOCAL VERSION) | 奥井雅美 | 矢吹俊郎   | 4:35 |
| 合計時間:                                  | 合計時間:                    | 9:10     |            |      |

## 参加ミュージシャン
CUTIE
- Synthesizer programming & keyboards : 矢吹俊郎
- Bass : Goddess YamaBenz
- Guitars : 北島健二, 矢吹俊郎
- Solo Guitar : 北島健二
- Chorus : 奥井雅美, 副田研二
- Mix : 矢吹俊郎

## メディアでの使用
| # | 曲名      | タイアップ                                                               | 出典  |
| - | --------- | ------------------------------------------------------------------------ | ----- |
| 1 | 「CUTIE」 | TBS系テレビアニメ『Di Gi Charat サマースペシャル2000』オープニングテーマ | [ 3 ] |